# Palmer (Iowa)
Palmer es una ciudad ubicada en el condado de Pocahontas en el estado estadounidense de Iowa. En el Censo de 2010 tenía una población de 165 habitantes y una densidad poblacional de 150,61 personas por km².

## Geografía
Palmer se encuentra ubicada en las coordenadas 42°37′48″N 94°35′55″O / 42.63000, -94.59861. Según la Oficina del Censo de los Estados Unidos, Palmer tiene una superficie total de 1.1 km², de la cual 1.1 km² corresponden a tierra firme y (0%) 0 km² es agua.

## Demografía
Según el censo de 2010, había 165 personas residiendo en Palmer. La densidad de población era de 150,61 hab./km². De los 165 habitantes, Palmer estaba compuesto por el 95.76% blancos, el 0.61% eran afroamericanos, el 1.21% eran amerindios, el 0% eran asiáticos, el 0% eran isleños del Pacífico, el 1.21% eran de otras razas y el 1.21% pertenecían a dos o más razas. Del total de la población el 1.21% eran hispanos o latinos de cualquier raza.